# Eugen Maersk
El Eugen Maersk es un buque portacontenedores perteneciente a la empresa A. P. Moller-Maersk Group, el gigante danés del transporte marítimo. Pertenece a la serie de los buques portacontenedores de la clase Mærsk E junto con sus hermanos Emma Maersk, Estelle Maersk, Evelyn Maersk y Ebba Maersk. Fabricado en 2008 en los astilleros de Odense Steel Shipyard Ltd, en Dinamarca, tiene 398 m de eslora y una capacidad de carga de hasta 13.500 TEU. Se le consideraba el buque portacontenedores más grande del mundo hasta la llegada del Mærsk Mc-Kinney Møller de la clase triple E, también de la empresa A. P. Moller-Maersk Group.